# Johann Gerhard

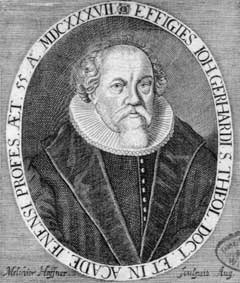
Johann Gerhard

Johann Gerhard fue un teólogo escolástico luterano del periodo de la Ortodoxia. 
Nació en 1582 en Quedlinburg. A la edad de 15 años padeció una enfermedad muy grave y una depresión severa, tiempo durante el cual esperaba morir. Esta experiencia difícil le hizo profundizar en su piedad, y aumentó su comprensión de la tribulación cristiana. Su consejero pastoral, Johann Arnd, lo convenció para que estudiara teología. Gerhard consideró durante toda su vida a Arnd como su padre espiritual.
Los problemas de salud fueron una experiencia constante a lo largo de toda su vida.
En 1599 estudió medicina en la universidad de Wittemberg, estudiando después teología en Jena en 1603. En 1604 se dirigió a Marburgo, y en 1605 volvió a Jena, donde se doctoró en teología en 1606. En ese mismo año llegó a ser superintendente de Heldburgo, y enseñó teología en Coburgo, donde hubo de sostener vivísimas discusiones religiosas. En su calidad de superintendente de Coburgo, donde fue trasladado en 1615, organizó su iglesia como existía en los tiempos más remotos. Pero prefiriendo la enseñanza a cualquier otro cargo, a un simple llamamiento se dirigió en 1616 a Jena a enseñar teología,  donde murió en 1637.
Gozaba Gerhard de gran reputación como escritor y teólogo entre los sabios y príncipes luteranos, y mantenía con ellos una activa correspondencia como lo atestiguan las diez mil cartas que escribió y los doce gruesos volúmenes de las que se le dirigieron a él. Fue llamado por casi todas las universidades luteranas y las ciudades más importantes deseaban tenerle, llegando a formar un volumen de las invitaciones que no pudo aceptar. Entre los numerosos volúmenes debidos a su pluma descuella su monumental obra Loci theologici (Lugares teológicos), donde Gerhard realizó una extensa labor de sistematización teológica. Se trata de la obra de teología dogmática más importante de la era de la ortodoxia luterana. Siguiendo el método aristotélico y reconociendo la Biblia como único principio rector de la religión, los Loci defienden la infalibilidad de la Sagrada Escritura frente a la infalibilidad del Papa. Diseñado deliberadamente para ser tanto católico como evangélico, el trabajo de Gerhard representa la culminación de una tradición de dogmática luterana que comenzó con Philipp Melanchthon. Fue publicada en Jena, 1610, 1622, en nueve tomos; en Fráncfort, 1657, en dos tomos en folio; y en Tubinga, anotada por Cotia, en 22 volúmenes, de 1762 a 1788.

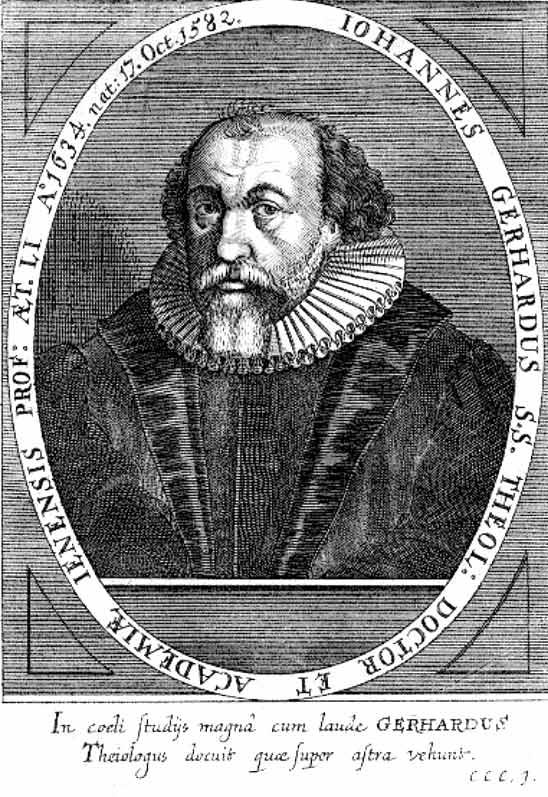
Johann Gerhard

Dan los protestantes más valor aún a otra obra de Gerhard en dos libros: 
- Confessio catholica, in quibus doctrina catholica et evangélica, quam Eclesice Augustanae confessioni addicti profitentur, ex Romano-Catholicorum scriptis confirmatur, Fráncfort, 1679
- Diputationes, in quibus dogmata Calvinianorum expenduntur, Jena, 1638.

Adquirió también gran reputación como exégeta, continuando la Armonía de los Evangelios de Chemnitz y Lyser; pero lo que más elevó su mérito fueron los libros que compuso para avivar la piedad que languidecía entre sus correligionarios. Son estos su Schola pietatis, y sus Meditationes sacrae, obras de espiritualidad cristiana que fueron traducidas a muchas lenguas. Meditationes sacrae, su obra más popular, alcanzó una circulación próxima a la de la Biblia y la Imitatio Christi de Tomás de Kempis.
Una característica remarcable de estas obras es la capacidad que tiene Gerhard de citar tanto la Biblia como a los Padres de la Iglesia con aparente facilidad, ayudando a los lectores a percibir la continuidad de las creencias bíblicas a lo largo de la historia de la Iglesia.
Gerhard fue el más influyente de los teólogos luteranos del siglo XVII. Fue uno de los primeros en contribuir a la renovación de la metafísica aristotélica, proceso iniciado en las universidades alemanas alrededor del año 1600. Influyó decisivamente en los teólogos protestantes para que estudiaran el carácter evangélico del cristianismo en la época anterior a la Reforma.
La vida de Gerhard fue escrita por Fischer, predicador de Coburgo, en 1723.